# Riley's Decoys
Riley's Decoys è un cortometraggio muto del 1913. Il nome del regista non viene riportato nei credit del film che fu distribuito dalla General Film Company.

## Produzione
Il film fu prodotto dalla Biograph Company.

## Distribuzione
Distribuito dalla General Film Company, il film - un cortometraggio di 150 metri - uscì nelle sale cinematografiche USA il 15 dicembre 1913. Nelle proiezioni, veniva programmato con il sistema dello split reel, accorpato in un'unica bobina con un altro cortometraggio prodotto dalla Biograph, la commedia Oh, Sammy!.